# August Wilhelm Eichler

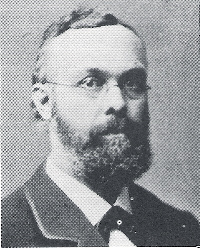
August Wilhelm Eichler

August Wilhelm Eichler (* 22. April 1839 in Neukirchen, Kurhessen; † 2. März 1887 in Berlin) war ein deutscher Botaniker. Sein offizielles botanisches Autorenkürzel lautet „Eichler“.
Sein Bruder war Julius Eichler (1859–1929), der ebenfalls botanisch tätig war.

## Leben und Wirken
Eichler studierte von 1857 bis 1860 an der Universität Würzburg und wurde dort 1861 mit der Schrift Zur Entwicklungsgeschichte des Blattes mit besonderer Berücksichtigung der Nebenblattbildungen promoviert. Anschließend wechselte er an die Universität München, wo er sich 1865 habilitierte. Im Jahr 1869 wurde Eichler zum Mitglied der Leopoldina gewählt. Nach Professuren am Grazer Joanneum und in Kiel übernahm am 26. April 1878 den Lehrstuhl für Botanik an der Universität Berlin sowie die Leitung des Königlichen Botanischen Gartens. Im Jahr 1876 erhielt er die Cothenius-Medaille der Leopoldina. Ab 1880 war er ordentliches Mitglied der Preußischen Akademie der Wissenschaften und ab 1884 korrespondierendes Mitglied der Bayerischen Akademie der Wissenschaften.
Eichler entwarf ein System zur Klassifikation der Pflanzen, das in seinem „Blüthendiagramme: construirt und erläutert“ 1875 veröffentlicht wurde.
1885 wurde Eichler in die American Academy of Arts and Sciences gewählt.
August Wilhelm Eichler starb 1887 im Alter von 47 Jahren in Berlin an Leukämie. Er wurde auf dem Alten Zwölf-Apostel-Kirchhof in Schöneberg beigesetzt. Das Grab ist nicht erhalten.

## Dedikationsnamen
Ihm zu Ehren wurden die Pflanzengattungen:
- Eichleria Progel aus der Familie der Sapotengewächse (Sapotaceae)
- Eichlerodendron Briq. aus der Familie der Weidengewächse (Salicaceae)
- Eichlerangraecum Szlach., Mytnik & Grochocka aus der Familie der Orchideen (Orchidaceae)

benannt.

## Werke (Auswahl)
- Zur Entwickelungsgeschichte des Blattes mit besonderer Berücksichtigung der Nebenblatt-Bildungen. Elwert, Marburg 1861. (Digitalisat)
- Blüthendiagramme. 1. enthaltend Einleitung, Gymnospermen, Monocotylen und sympetale Dicotylen. Engelmann, Leipzig 1875. (Digitalisat)
- Blüthendiagramme. 2. Enthaltend die Apetalen und choripetalen Dicotylen. Engelmann, Leipzig 1878.
- Flora Brasiliensis. Enumeratio plantarum in Brasilia hactenus detectarum quas suis aliorumque botanicorum studiis descriptas et methodo naturali digestas partim icone illustratas. Fleischer, Leipzig 1858.